# Leptaulax differentispina
Leptaulax differentispina es una especie de coleóptero de la familia Passalidae.

## Distribución geográfica
Habita en Filipinas y Célebes.